# SV 33 Klettendorf
SV 33 Klettendorf – niemiecki klub piłkarski z siedzibą w miejscowości Klecina (niem. Klettendorf) w powiecie Breslau (niem. Landkreis Breslau, pol. powiat wrocławski), działający w latach 1933–1945.

## Historia
W 1933 został założony klub SV 33 Klettendorf. W sezonie 1937/38 debiutował w Gauliga Schlesien, w której występował przez kolejne trzy sezony.
W 1945 klub został rozwiązany.

## Sukcesy
- Sezon 1933/34 - mistrz 2. Kreisklasse (awans do "1. Kreisklasse")
- Sezon 1934/35 - mistrz 1. Kreisklasse (awans do "Bezirksklasse")
- Sezon 1935/36 - wicemistrz Bezirksklasse Mittelschlesien
- Sezon 1936/37 - mistrz Bezirksklasse Mittelschlesien (awans do "Gauliga")
- Sezon 1937/38 - 5. miejsce w Gauliga Schlesien
- Sezon 1938/39 - 9. miejsce w Gauliga Schlesien
- Sezon 1939/40 - 5. miejsce w Gauliga Schlesien - "Gruppe Mittel- und Niederschlesien" (spadek do "Bezirksklasse")